# Туросль (гмина)
Туросль (пол. Turośl) — сельская гмина (волость) в Польше, входит как административная единица в Кольненский повет Подляского воеводства. Население — 5197 человек (на 2011 год). Административный центр гмины — деревня Туросль.

## Демография
Данные по переписи 2011 года:
| Перепись            | Всего | Мужчины | Женщины |
| ------------------- | ----- | ------- | ------- |
| Всего               | 5197  | 2751    | 2446    |
| Городское население | 0     | 0       | 0       |
| Сельское население  | 5197  | 2751    | 2446    |

## Поселения
1. Адамусы
2. Харубин
3. Харубины
4. Цецёры
5. Целёшка
6. Дуды-Наджечне
7. Круша
8. Ксебки
9. Леман
10. Лаха
11. Нова-Руда
12. Попёлки
13. Потасе
14. Птаки
15. Пуделко
16. Пупки
17. Самуле
18. Шабляки
19. Тшциньске
20. Туросль
21. Ванацья
22. Зимна

## Соседние гмины
1. Гмина Кольно
2. Гмина Лысе
3. Гмина Пиш
4. Гмина Збуйна